# منتخب الأوروغواي لكرة السلة للسيدات
منتخب الأوروغواي لكرة السلة للسيدات (بالإسبانية: Selección femenina de baloncesto de Uruguay) هو ممثل الأوروغواي الرسمي في المنافسات الدولية في كرة السلة للسيدات
.